# Onthophagus penmani
Onthophagus penmani là một loài bọ cánh cứng trong họ Bọ hung (Scarabaeidae).